# Montanoa liebmannii
Montanoa liebmannii là một loài thực vật có hoa trong họ Cúc. Loài này được (Sch.Bip.) S.F.Blake mô tả khoa học đầu tiên năm 1917.